# 韦斯·布朗
韦斯·布朗（英語：Wes Brown，1979年10月13日—）是一位英格蘭職業足球員，司職中堅或右後衛，出身曼聯青訓系統，為一隊上陣超過230場後，於2011年夏季轉投英超球會桑德兰。

## 球員生涯

### 球會
曼聯
身高超過6尺的布朗，是曼聯後防線中較少有的類型。他踢法硬朗，屬於英格蘭較典型的長人中堅，因此領隊費格遜非常喜歡起用這中堅。不過不少球評家及球迷均認為這名守將缺乏穩定，時出現大意失誤。布朗出道后傷患頻繁，一直没有在曼联坐穩正選。
但在1998/99年的球季當中，由於當時曼聯後防線上的球員不停受到傷患困擾，造就了布朗上陣的機會。他當時出任的位置是右閘，而加利尼維利及史譚便坐鎮了中路。這個新配搭表現出人以表地取得很好的效果，成為當時曼聯取得三冠王的其中一個重要因素。
其後，布朗開始移入中路，擔任更重要的防務。很不幸地，一連串嚴重失誤及傷患，令布朗信心盡失，甚至連曼聯球迷也對他作出了猛烈批評。幸好領隊費格遜不停給予機會布朗，令他不停出現於曼聯的一隊的名單上。他間中會出任右閘及中堅位置，他亦成為了隊長加利尼維利的第一替補人選。
2007/08年賽季，布朗代替長期養傷的隊長加利尼維利成為球隊的正選右閘，並且演出優異。2007年12月，將於季末約滿的布朗最初拒絕續約，於4月才答允續約五年，結束轉會的傳言。
新特蘭
2011年7月7日布朗聯同隊友一同加盟新特蘭，年屆31歲仍獲提供四年合約，轉會費沒有透露。
2015年6月12日, 將於6月底合約期滿的布朗與新特蘭續簽一年新約。
2016年6月10日, 新特蘭宣佈有四名球員於6月底約滿後不會續約可自由轉會，包括布朗。

### 國家隊
布朗早於2002年已獲選加入英格蘭韓日世界盃大軍名單中。但由於演出不穩，落選於2006年德國世界盃。
2007/08年球季在曼聯的出色表現令布朗重召返回國家隊，更獲新任領隊信任，在任教首兩場國際賽對瑞士及法國安排布朗擔任正選。2008年8月20日主場對捷克時頭球頂入，獲得個人首個國際賽入球。
2010年8月8日雖然獲得徵召友賽匈牙利，但布朗追隨保羅·羅賓遜決定在國際賽退役。
國際賽入球
| # | 日期          | 場地       | 對賽球隊 | 入球 | 比數 | 競賽   |
| - | ------------- | ---------- | -------- | ---- | ---- | ------ |
| 1 | 2008年8月20日 | 英格蘭倫敦 | 捷克     | 1–1  | 2–2  | 友誼賽 |

## 榮譽
- 英超联赛 冠軍（5）：1998/99年、2000/01年、2002/03年、2006/07年、2007/08年；
- 足總盃 冠軍（2）：1999年、2004年；
- 聯賽盃 冠軍（2）：2006年、2010年；
- 社區盾 冠軍（3）：2003年、2007年、2008年；
- 歐洲聯賽冠軍盃 冠軍（2）：1999年、2008年；
- 年度最佳青年球員（2）：1998年、1999年；
- PFA年度最佳陣容：2001年

## 外部連結
- 足球数据库：韦斯·布朗的球员统计数据
- Profile （页面存档备份，存于） at ManUtd.com
- 英格蘭足總：韦斯·布朗 （页面存档备份，存于）